# 070 Shake
070 Shake, pseudonimo di Danielle Balbuena (North Bergen, 13 giugno 1997), è una rapper e cantautrice statunitense.

## Biografia
070 Shake ha iniziato la sua carriera musicale a fine 2015, quando ha registrato le sue prime canzoni Proud e Swervin. Nel 2016 ha iniziato a guadagnare popolarità su SoundCloud. Nello stesso anno ha firmato un contratto discografico con l'etichetta GOOD Music di Kanye West, la quale ha ripubblicato nel mese di settembre il suo brano Trust Nobody.  Tra ottobre e novembre la rapper ha aperto i concerti americani per la band The 1975. L'8 dicembre ha reso disponibile il mixtape The 070 Project: Chapter 1 con il suo collettivo 070.
Nel marzo 2018 è stato pubblicato l'EP Glitter, composto da 6 tracce e anticipato dall'omonimo singolo, sebbene ne fosse originariamente prevista una versione di 12 tracce per il mese di gennaio. Poco prima dell'uscita di Glitter, Shake si era esibita al festival musicale South by Southwest.
È poi apparsa in Santeria, un brano incluso nell'album Daytona di Pusha T e ha prestato la voce senza essere accreditata nell'album Ye di Kanye West. Nel 2019 ha collaborato nell'album di DJ Khaled Father of Asahd insieme a Buju Banton, Sizzla e Mavado nella traccia d'apertura Holy Mountain.
Il 17 gennaio 2020 è stato pubblicato il suo album di debutto Modus Vivendi; nello stesso mese si è esibita in un concerto a Roma. Il 3 giugno 2022 viene pubblicato il suo secondo album You Can't Kill Me. Nell'estate del 2022 è stata l'opening act del To the Moon World Tour di Kid Cudi. Nello stesso anno ha preso parte al singolo Escapism, in collaborazione con Raye, che ha riscosso un enorme successo a livello globale, raggiungendo il primo posto nel Regno Unito.

### Vita privata
Dal gennaio 2023 ha una relazione con l'attrice-modella Lily-Rose Depp.

## Discografia

### Album in studio
- 2020 – Modus Vivendi
- 2022 – You Can't Kill Me
- 2024 – Petrichor

### EP
- 2018 – Glitter

### Mixtape
- 2016 – The 070 Project: Chapter 1 (con gli 070)

### Singoli

#### Come artista principale
- 2016 – Make It There
- 2016 – Sunday Night
- 2016 – Bass for My Thoughts
- 2016 – Them Dead
- 2016 – Honey
- 2016 – Trust Nobody
- 2016 – Rewind
- 2017 – Stranger
- 2017 – Be Myself
- 2018 – Accusations
- 2019 – Nice to Have
- 2019 – Morrow
- 2020 – Guilty Conscience
- 2021 – Lose My Control (feat. NLE Choppa)
- 2022 – Skin and Bones
- 2022 – Body (con Christine and the Queens)
- 2023 – Black Dress
- 2023 – Natural Habitat (con Ken Carson)
- 2024 – Winter Baby / New Jersey Blues

#### Come artista ospite
- 2017 – Ghost Town
- 2017 – Sweetest Heartbreak (con XAXO)
- 2018 – Not for Radio (con Nas e Puff Daddy)
- 2018 – Kobe (con FOREVER ANTi PoP)
- 2018 – My Night (con Keys N Krates)
- 2020 – Use Me (con Lynn Gunn)
- 2021 – Lifetime (con Swedish House Mafia)
- 2022 – Frozen (Madonna feat. 070 Shake)
- 2022 – Escapism (Raye feat. 070 Shake)
- 2023 – True Love (Christine and the Queens feat. 070 Shake)
- 2024 – Sky City  (Kanye West, Ty Dolla Sign feat. 070 Shake, Designer e CyHi)